# K-19 (잠수함)
K-19는 소련의 1 세대 전략원잠인 프로젝트 658, 658M급 잠수함(나토 분류명 호텔급 잠수함)의 첫 번째 함이다. 나중에 통신함(프로젝트 658S)으로 바뀌면서 함명이 KS-19로 바뀌었다. 1958년 10월 17일 건조에 착수하여 1959년 4월 8일 진수하여 1960년 11월 12일 모든 시험에 통과하였고, 1961년 4월 30일 취역하였다. 건조 및 운영 기간 동안의 많은 사고로 인해 승조원들 사이에 히로시마라는 별명으로 불렸다. 1990년 4월 19일 퇴역하여 2002년에 해체되었다. 20,223 시간의 운영 기간 동안 332,396 마일의 거리를 항해하였다. 1961년 7월 3일 이 배에서 일어난 일을 재구성한 영화 K-19 위도우메이커가 2002년에 개봉되었다.

## 역사
- 1957년 10월 16일 - 소련 해군이 건조 주문
- 1958년 10월 17일 - 세베로드빈스크(Severodvinsk)에서 잠수함 발사 전략 탄도 미사일 탑재함으로 기공.
- 1959년 - 밸러스트 탱크에서 작업 중이던 노동자 3명이 화재로 사망.
- 1959년 10월 11일 - 진수식에서 배에 부딪힌 샴페인 병이 깨지지 않음. (진수된 모든 배는 진수식에서 함수에 샴페인 병을 부딪히는데 이때 이 병이 깨지지 않으면 불길한 징조로 간주한다.)
- 1960년 7월 12일 - 최초 엔진 가동
- 1960년 7월 13일 ~ 7월 17일 : 1차 해상 시험 가동. 이 기간 중 1차 냉각계 압력이 계획된 최대치의 2배가 되는 사고 발생함. 소련 해군은 사건을 은폐했다.
- 1960년 12월 12일 - 국가 원잠인수 관리위원회가 K19 수령증에 서명. 그런데 이 날에 미사일 발사통 해치가 떨어져 노동자 1명이 사망함
- 1960년 12월 18일 - 조선사 기사가 낙하사고로 사망
- 1960년 11월 12일 - 니콜라이 블라디미로비치 자테예프(Nikolai Vladimirovich Zateyev)가 첫 번째 함장으로 취임.
- 1961년 6월 7일 - K19는 북해 함대 특별원잠여단에 편입
- 1961년 7월 3일 - 북해 함대 훈련 참가 중 1차 냉각계 수압 저하 및 방사능 누출 사고 발생. 영화 《K-19》는 바로 이 사건을 소재로 하고 있다. 원자로 설계 기사가 승무원들이 목숨을 걸고 보수 작업을 한 덕분에 원자로가 녹아버리는 대형사고가 발생하지 않은 것이라는 보고서를 낸 덕분에 승무원들은 영웅이 되었다고 한다. 하지만 사고 후 방사능증으로 사망한 승무원 숫자에 대한 통계는 밝혀진 것이 없다.
- 1969년 11월 15일 - 바렌츠해에서 훈련 중에 미해군 공격원잠 SSN-615 가토(Gato)와 충돌 사고 발생.
- 1972년 2월 20일 - 조종타 유압장치 파이프 파열로 오일 500리터 유출
- 1972년 2월 24일 - 9구역 탄소가스처리장치 고장으로 화재 발생. 1961년 사고때처럼 견인되었다. 견인 과정에서 구조작전에 참가한 북해함대 함정은 모두 27척이었다.
- 1972년 11월 - 화재 사고 발생. 사망자 없음.
- 1978년 11월 15일 - 6구역 화재 발생.
- 1979년 6월 26일 - 통신함으로 재분류하면서 KS-19로 개칭.
- 1982년 8월 15일 - 전기 합선으로 승무원 2명이 부상. 그중 한 명인 V.A. 크랍추크(V. A. Kravchuk)는 8월 20일에 병원에서 사망했다.
- 1985년 11월 28일 - 658S형으로 성능 개량.
- 1990년 4월 19일 - 퇴역.

## 같이 보기
- 쿠르스크 호 침몰 사고